# Velšská hudba

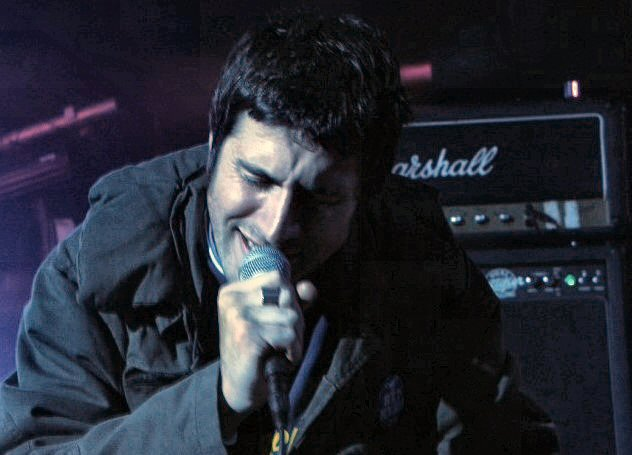
Zpěvák Gruff Rhys ze skupiny Super Furry Animals

Počátky hudby ve Walesu sahají do dvanáctého století, kdy Gerald z Walesu napsal, že se ve Walesu zpívá všude, kde je to jen možné. Mezi velšské lidové písně patří například „Ar Lan y Môr“. Hymna Walesu „Hen Wlad Fy Nhadau“ pochází z roku 1856 a jejími autory jsou Evan James (text) a James James (hudba). Mezi skladatele klasické hudby patří například Daniel Jones a Dilys Elwyn-Edwards.
Koncem šedesátých let 20. století zde vzniklo několik rockových skupin, jako jsou například Budgie. Z jižního Walesu rovněž pochází John Cale, který se později přestěhoval do New Yorku a založil zde skupinu The Velvet Underground. Cale v pozdějších letech zhudebnil několik básní velšského básníka Dylana Thomase.
Mezi současné rockové skupiny patří například Manic Street Preachers, Catatonia nebo Super Furry Animals. Třetí jmenovaná skupina dokonce nahrála i několik alb ve velšském jazyce. Mezi zástupce metalové hudby se řadí například Bullet for My Valentine, Lostprophets a Skindred. Jedním z největších hudebních festivalů ve Walesu je Green Man Festival konaný v oblasti Brecon Beacons.